# Брохвич-Левинский, Збигнев
Збигнев Винценты Брохвич-Левинский (пол. Zbigniew Wincenty Brochwicz-Lewiński, 16 декабря 1877, Кельце — 19 декабря 1951, Глазго) — польский архитектор, военный деятель.

## Биография
Родился 16 декабря 1877 года в Кельце. Сын Марцелия Левинского и Александры Шимкевич. В Кельце посещал гимназию, из которой был исключен за участие в подпольных кружках. Аттестат зрелости получил в 1895 году в Варшаве. В 1896—1903 годах учился на факультете архитектуры Высшего художественного училища при Императорской Академии художеств. В 1904 году мобилизован в русскую армию для участия в Русско-японской войне. Бежал в Галиции, поселился во Львове. В 1908 году получил строительную концессию, организовал собственное проектное бюро, которое находилось на улице Кадетской, 8 (теперь улица Героев Майдана), а с 1912 года — на улице Свенцицкого, 11а. Проектировал в стиле рационального модерна, применяя формы стилизованных исторических стилей.
С 1911 года — член художественного объединения «Зеспул» (пол. Zespół). Входил в его правление. В 1913 году принимал участие в коллективной выставке объединения в залах Технологического института. В 1908—1915 годах был членом Политехнического общества. Входил в состав жюри конкурса на проект виллы для выставки в Риме (1910), эскизов дома Ремесленной палаты во Львове (1912), дома земельного общества в Перемышле (1912). Состоял в Сокольском движении.
Участвовал в украинском-польской и советско-польской войнах. Во время последней в 1920 году был тяжело ранен. В 1921 году окончил Высшую военную школу. В 1935 году вышел на пенсию. В 1939 года было референтом в штабе главнокомандующего. Автор ряда публикаций в военных журналах. Эмигрировал во Францию, где стал комендантом Центра обучения офицеров в Ансени. Позже уехал в Великобританию. Умер в Глазго 19 декабря 1951 года. Похоронен там же.
Награждён орденом Virtuti Militari 5 степени, Крестом независимости, Орденом возрождения Польши 4 степени, Золотым крестом за заслуги, Крестом храбрых (дважды), болгарским орденом святого Александра 3 степени, французским Орденом Почётного легиона 5 степени.

## Работы
- Собственный доходный дом в стиле рационального модерна со стилизованными средневековыми элементами на улице Кадетской, 8 во Львове (1906—1907).
- Доходный дом Эмиля Векслера на нынешнем проспекте Шевченко, 27 во Львове (1908−1909). Дом в стиле рационального модерна, построенный под влиянием английской архитектуры начала XX века. Здесь в 1909—1939 годах находилась известная кофейня «Шкоцька» («Шотландская»).
- Доходный дом Бронислава Дембинского в стиле модернизированного классицизма на улице Калича Гора (1909—1910).
- Дом Альфреда Залевской в стиле модернизированного классицизма на улице Дорошенко, 77 (1910—1911).
- Перестройка дома Высшего краевого суда на улице Судебной, 7 во Львове (1912)[7][8].
- Здание управления железных дорог на улице Гоголя, 1-3, на углу с улицей Ноябрьского чина во Львове (1913).